# 马廖洛
马廖洛（義大利語：Magliolo），是意大利萨沃纳省的一个市镇。总面积19.18平方公里，人口857人，人口密度44.7人/平方公里（2009年）。ISTAT代码为009035。